# 대왕판교로
대왕판교로(Daewangpangyo-ro)는 경기도 성남시 분당구 동원동 머내교와 수정구 신촌동 세곡3교를 잇는 경기도의 도로이다. 이름은 시점의 판교신도시와 종점의 옛 행정구역인 광주군 대왕면에서 유래하였다. 전 구간 국가지원지방도 제23호선에 속한다.

## 역사
- 2009년 7월 10일 : 2개 이상 시·도에 걸쳐 있는 도로로 대왕판교로를 고시[1]

## 주요 경유지
경기도
- 성남시 (분당구 - 수정구)

## 노선
| 이름                 | 접속 노선                                                                         | 소재지        | 소재지        | 비고                                          |
| 신수로와 직결        | 신수로와 직결                                                                     | 신수로와 직결 | 신수로와 직결 | 신수로와 직결                                 |
| -------------------- | --------------------------------------------------------------------------------- | ------------- | ------------- | --------------------------------------------- |
| 머내교               |                                                                                   | 성남시        | 분당구        | 국가지원지방도 제23호선 구간                  |
| 금곡 나들목          | 지방도 제334호선 (동막로) 돌마로                                                  | 성남시        | 분당구        | 국가지원지방도 제23호선 구간                  |
| 백현고가교           | 국가지원지방도 제57호선 (안양판교로) 백현로                                       | 성남시        | 분당구        | 국가지원지방도 제23, 57호선 구간              |
| 낙원교               | 운중로                                                                            | 성남시        | 분당구        | 국가지원지방도 제23, 57호선 구간              |
| 낙원지하차도         |                                                                                   | 성남시        | 분당구        | 국가지원지방도 제23, 57호선 구간              |
| 판교 나들목          | 1호선 경부고속도로 100호선 수도권제1순환고속도로 국가지원지방도 제57호선 (서현로) | 성남시        | 분당구        | 화랑지하차도 국가지원지방도 제23, 57호선 구간 |
| 화랑교               |                                                                                   | 성남시        | 분당구        | 화랑지하차도 국가지원지방도 제23호선 구간     |
| 화랑공원삼거리       | 대왕판교로606번길                                                                 | 성남시        | 분당구        | 화랑지하차도 국가지원지방도 제23호선 구간     |
| 쌍룡교               |                                                                                   | 성남시        | 분당구        | 화랑지하차도 국가지원지방도 제23호선 구간     |
| (금토천교 동단)      | 대왕판교로644번길 대왕판교로645번길                                               | 성남시        | 분당구        | 화랑지하차도 국가지원지방도 제23호선 구간     |
| 판교테크노중앙사거리 | 판교로                                                                            | 성남시        | 분당구        | 화랑지하차도 국가지원지방도 제23호선 구간     |
| 금토동삼거리         | 달래내로                                                                          | 성남시        | 수정구        | 국가지원지방도 제23호선 구간                  |
| 세종연구소앞 교차로  |                                                                                   | 성남시        | 수정구        | 국가지원지방도 제23호선 구간                  |
| 시흥사거리           | 분당내곡도시고속화도로 여수대로                                                   | 성남시        | 수정구        | 국가지원지방도 제23호선 구간                  |
| 고등교               |                                                                                   | 성남시        | 수정구        | 국가지원지방도 제23호선 구간                  |
| 고등동사거리         | 대왕판교로981번길 대왕판교로982번길                                               | 성남시        | 수정구        | 국가지원지방도 제23호선 구간                  |
| (청계로입구)         | 청계산로                                                                          | 성남시        | 수정구        | 국가지원지방도 제23호선 구간                  |
| 서울공항정문사거리   | 심곡로                                                                            | 성남시        | 수정구        | 국가지원지방도 제23호선 구간                  |
| 세곡3교              |                                                                                   | 성남시        | 수정구        | 국가지원지방도 제23호선 구간                  |
| 밤고개로와 직결      |                                                                                   |               |               |                                               |

## 주요 건물 및 시설
- 보바스기념병원 (경기도 성남시 분당구 대왕판교로 155-7)
- 경찰청 고속도로순찰대, 한국도로공사 서울영업소 (경기도 성남시 분당구 대왕판교로 240)
- 한국도로공사 교통센터 (경기도 성남시 분당구 대왕판교로 246)
- 르노코리아자동차 서비스코너 백현점 (대왕판교로 397/백현동 409)
- 낙생고등학교 (경기도 성남시 분당구 대왕판교로 477)
- 코리아바이오파크 (경기도 성남시 분당구 대왕판교로 700)
- 구 한국도로공사 (경기도 성남시 수정구 대왕판교로 805)
- 한국국제협력단 (경기도 성남시 수정구 대왕판교로 825)
- 고등파출소 (경기도 성남시 수정구 대왕판교로 942)